# Gonnosfanadiga
Gonnosfanadiga (sardisk: Gònnos) er en by og en kommune (comune) i provinsen Sud Sardegna i regionen Sardinien i Italien. Byen ligger i 180 meters højde og har 6.611 indbyggere (2016). Kommunen har et areal på 125,19 km² og grænser til kommunerne Arbus, Domusnovas, Fluminimaggiore, Guspini, Pabillonis, San Gavino Monreale og Villacidro.